# 8223 Bradshaw
8223 Bradshaw este un asteroid din centura principală de asteroizi.

## Descriere
8223 Bradshaw este un asteroid din centura principală de asteroizi. A fost descoperit pe 6 august 1996 la Prescott de Paul G. Comba. El prezintă o orbită caracterizată de o semiaxă mare de 2,73 ua, o excentricitate de 0,23 și o înclinație de 9,5° în raport cu ecliptica.